# 蒙罗蒂
蒙罗蒂（法語：Montroty，亦拼作，法語發音：[mɔ̃ʁoti]）是法国滨海塞纳省的一个市镇，属于迪耶普区。

## 地理
蒙罗蒂（49°26'22"N, 1°39'59"E）面积10.79 平方千米，位于法国诺曼底大区滨海塞纳省，该省份为法国北部沿海省份，其西部及北部濒大西洋英吉利海峡，东起顺时针与索姆省、瓦兹省、厄尔省和卡爾瓦多斯省接壤。
与蒙罗蒂接壤的市镇（或旧市镇、城区）包括：贝聚拉福雷、马尔塔尼、布赖地区阿韦讷、贝藏库尔、埃尔讷蒙拉维莱特。
蒙罗蒂的时区为UTC+01:00、UTC+02:00（夏令时）。

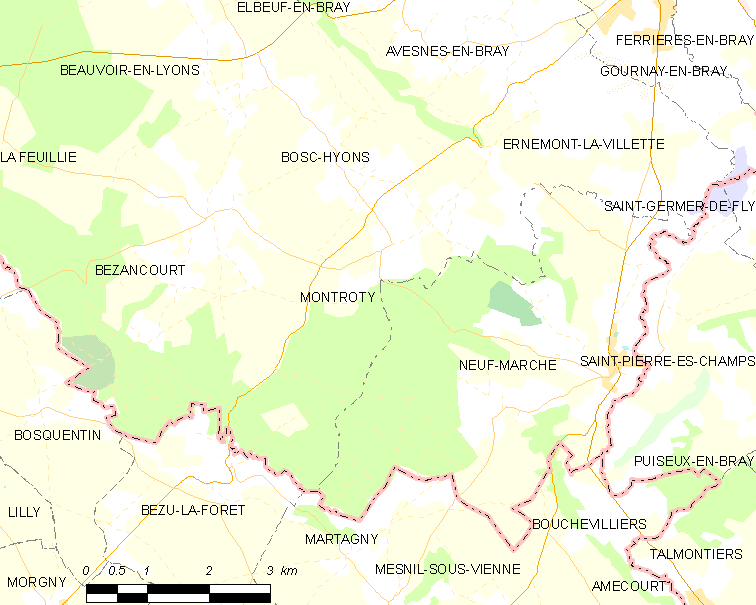
蒙罗蒂的OSM定位图

## 行政
蒙罗蒂的邮政编码为76220，INSEE市镇编码为76450。

## 政治
蒙罗蒂所属的省级选区为布赖地区古尔奈县。

## 人口

1962-2008年间蒙罗蒂人口变化图示

蒙罗蒂于2022年1月1日时的人口数量为255人。